# نيناد نيكوليتش
نيناد نيكوليتش هو لاعب كرة قدم ومدرب كرة قدم كرواتي في مركز الدفاع، ولد في 7 يناير 1959 في سبليت في كرواتيا. لعب مع نادي ماريبور.